# Collateralized debt obligation
Collateralized debt obligation (afgekort CDO) is de algemene aanduiding van een type obligatie waarbij zekerheid is verschaft door de aanwezigheid van onderpand ("collateral"), meestal bestaande uit vorderingen zoals een verzameling gebundelde hypotheken. Kenmerk van CDO's is dat ze typisch zijn onderverdeeld in tranches waarbij een rangorde is bepaald voor de terugbetaling van de schuld aan de houders van elke tranche. CDO's zijn te beschouwen als een vorm van covered bonds: bij die laatste term wordt geen uitspraak gedaan omtrent de aanwezigheid van een rangorde van crediteuren, hetgeen bij CDO's juist op de voorgrond staat. (Opgemerkt moet echter worden dat in de financiële wereld definities niet altijd even zuiver zijn.)
CDO's zijn als financieel instrument gericht op professionele marktpartijen, en niet bedoeld voor particuliere beleggers. In dit artikel wordt uitgegaan van hypotheken als onderpand van de obligaties, maar dit kan men vervangen door andere varianten zoals creditcardleningen.

## Opzet en werking
Hieronder wordt eerst de werking van de (reguliere) "cash CDO" uiteengezet; daarna wordt de "cashless CDO" beschreven.
Een typische CDO zou er als volgt kunnen uitzien (met de kanttekening dat er vele varianten op mogelijk zijn):
- Er is een hoeveelheid vorderingen, bijvoorbeeld een groot aantal hypotheken of creditcard-schulden.
- Deze worden verkocht aan een daarvoor in het leven geroepen rechtspersoon (in het jargon "special purpose vehicle", SPV).
- Ter financiering daarvan geeft de SPV obligaties uit, in het algemeen van ten minste drie typen: de "senior bonds", de "mezzanine bonds" en de "junior bonds".
- Uit de totale geldstroom (rente en aflossingen) die ontvangen wordt van de hypotheekgevers/huiseigenaren worden allereerst de administratiekosten voldaan die gemoeid zijn met het beheer van de CDO, vervolgens wordt de rente en aflossing van de senior bonds voldaan, dan die van de mezzanine bonds, en het restant is voor de houders van de equity tranche.

Indien er, door welke oorzaak dan ook, onvoldoende geld is, komt dit eerst voor rekening van de houders van de equity tranche, dan voor rekening van de houders van de mezzanine bonds, en ten slotte voor rekening van de houders van de senior bonds. Dit verschil in debiteurenrisico komt tot uiting in de rating van de diverse tranches.
De gedachte achter een CDO is dat het "gemiddelde" kredietrisico dat verbonden is aan de bundel ("pool") van zekerheden hiermee "uitgesplitst" kan worden: diverse typen beleggers kunnen, afhankelijk van hun bereidheid tot het nemen van risico, kiezen voor "zeer veilig" tot "riskant". Uiteraard staat tegenover het aanvaarden van een extra risico een vergoeding, tot uitdrukking komend op de hogere coupon van de riskantere tranches van de CDO. De uitgevende instelling zoals een hypotheekbank kan op deze manier de risico's die zij loopt bundelen en doorverkopen. Hierdoor worden de hypotheken van de balans gehaald en daalt het risico van de bank.
Investeerders in CDO's nemen in feite de risico's op zich van een grote verzameling schulden zoals hypotheken. Men houdt rekening met een percentage huiseigenaren dat niet aan hun verplichtingen kan voldoen en rekent dit door in de prijs. Als in de verzameling hypotheken een minder dan verwacht aantal problemen zich voordoen is dit voordelig voor de investeerders. Als door omstandigheden een groter percentage van particulieren in de bundel in financiële problemen raakt en niet aan haar verplichtingen kan voldoen, boekt de investeerder een verlies. Hierdoor zijn CDO's gevoelig voor ontwikkelingen in de economie, de rentestanden en de huizenprijzen.

### Cashless CDO
De cashless CDO is een variant op de normale CDO, waarbij echter geen sprake is van een hoofdsom. Er wordt geen hoofdsom (of de koerswaarde daarvan) bij de aankoop betaald, en deze wordt aan het einde dan ook niet terugontvangen; er wordt slechts een coupon ontvangen, en er bestaat een verplichting van de houder van de cashless CDO om, indien er onvoldoende geld is, juist geld te betalen ter aanzuivering van dit tekort.
Het effect van de cashless CDO is dat de houder van de cashless CDO fungeert als kredietverzekeraar van zijn tegenpartij: de normaliter te ontvangen coupon is te beschouwen als de door de tegenpartij betaalde verzekeringspremie, en de betaling als de uitkering bij het zich voordoen van schade (bij een kredietverzekering het in gebreke blijven van een bepaalde derde; in casu een groep derden, te weten de debiteuren in de pool van onderliggende vorderingen).

## Betrokken partijen
Bij een CDO zijn diverse partijen betrokken:
- De vermogensbeheerder die zorg draagt voor de levering van de onderliggende vorderingen.
- De emittent, die de CDO structureert en bij beleggers plaatst.
- De trustee, die ten behoeve van de beleggers nagaat of de (vaak complexe) leningsvoorwaarden correct nageleefd worden.
- De beleggers, die de CDO kopen.

Verder zijn bij dit proces normaliter juristen en accountants betrokken.

## Bijzondere risico's van CDO's
Beleggen impliceert altijd een "uitruil" tussen risico en rendement. Bij CDO's hangt het rendement uiteindelijk af van de vraag of de debiteuren van onderliggende vorderingen hun verplichtingen zullen nakomen. Als dat niet zo is, komt dat ten laste van de houders van de CDO, in de aangegeven volgorde. Met name voor de houders van de lagere tranches is het van belang een goede inschatting te maken van de vermoedelijke frequentie van een dergelijke wanbetaling. Een dergelijke inschatting is vaak moeilijk te maken: niet alleen zou dat een gedetailleerd onderzoek van de "pool" van onderliggende vorderingen vergen, maar vooral omdat historische gegevens omtrent betalingsgedrag niet noodzakelijkerwijs een goede voorspeller van het toekomstige betalingsgedrag hoeven te zijn. Men gebruikt vaak statistische modellen, die echter later de werkelijkheid niet goed benaderd blijken te hebben.
Dit kan tot problemen leiden in situaties waarin er sprake is van een (vermoeden van) verslechtering van het betalingsgedrag van de debiteuren in de "pool". De houders van de lagere tranches van de CDO moeten dan constateren dat het risico dat hun deel niet volledig betaald wordt toeneemt, zonder daar veel aan te kunnen doen. (Bij een cashless CDO: het risico dat zij tot betaling zullen worden aangesproken.) De verhandelbaarheid van CDO's op de secundaire markt is beperkt: er is normaliter geen beursnotering.

## Ontwikkelingen tijdens de Kredietcrisis (vanaf juli 2007)
Een dergelijke verslechtering van marktomstandigheden deed zich medio 2007 voor in de Verenigde Staten. Een aanmerkelijke verslechtering van de huizenmarkt, gevoegd bij een naar achteraf bleek te soepel hypothekenverstrekkingsbeleid, heeft (in elk geval in een aantal staten, waaronder met name Californië) geleid tot een snel toenemend aantal betalingsachterstanden en gedwongen verkopen. De betrokken hypotheken waren op grote schaal doorverkocht aan SPV's en zijn daarmee als collateral (dekking) voor CDO's gaan fungeren. De waarde van dat collateral is (vermoedelijk aanmerkelijk) gedaald, zodat twijfel ontstond of de laagste tranches van dergelijke CDO's voldaan zouden kunnen worden.
De problemen op de CDO-markt hebben in belangrijke mate bijgedragen aan de crisis die in de zomer van 2007 op de financiële markten is ontstaan.
Hoewel CDO's zeker niet alleen verantwoordelijk gehouden kunnen worden voor de daarin ontstane problemen, kan wel gezegd worden dat de risico's die verbonden zijn aan de equity tranche en in mindere mate de mezzanine tranche wel zeer duidelijk naar voren gekomen zijn. In juli 2007 leidden problemen rond CDO's in de portefeuille van twee hedgefondsen, beheerd door de Amerikaanse bank Bear Stearns, bijna tot een faillissement van die hedgefondsen. Bear Stearns was genoodzaakt om aanmerkelijke bedragen in een reddingsoperatie te steken.
Vanaf de zomer van 2007 kwamen bij een groot aantal financiële instellingen vergelijkbare problemen aan het licht. In veel gevallen waren CDO's of vergelijkbare instrumenten hierbij betrokken. (Hierbij wordt opgemerkt dat de transparantie in de financiële wereld niet optimaal is, zodat in een aantal gevallen de juiste toedracht versluierd bleef.) Tot november 2007 kon een totaal bedrag aan (geforceerde) afwaarderingen geteld worden van circa $ 50 miljard. Volgens de Financial Times zou in september 2009 circa een kwart van de uitstaande CDO's geliquideerd zijn naar aanleiding van een "event of default" ten aanzien van de onderliggende zekerheden.